# And I
"And I" är en låt av den amerikanska sångerskan Ciara från debutalbumet Goodies. Låten släpptes som albumets fjärde och sista singel i augusti 2005.

## Topplistor
| Topplista (2005)                      | Högsta position |
| ------------------------------------- | --------------- |
| USA Billboard Hot 100                 | 96              |
| USA Hot R&B/Hip-Hop Songs (Billboard) | 27              |